# Lutz Freitag

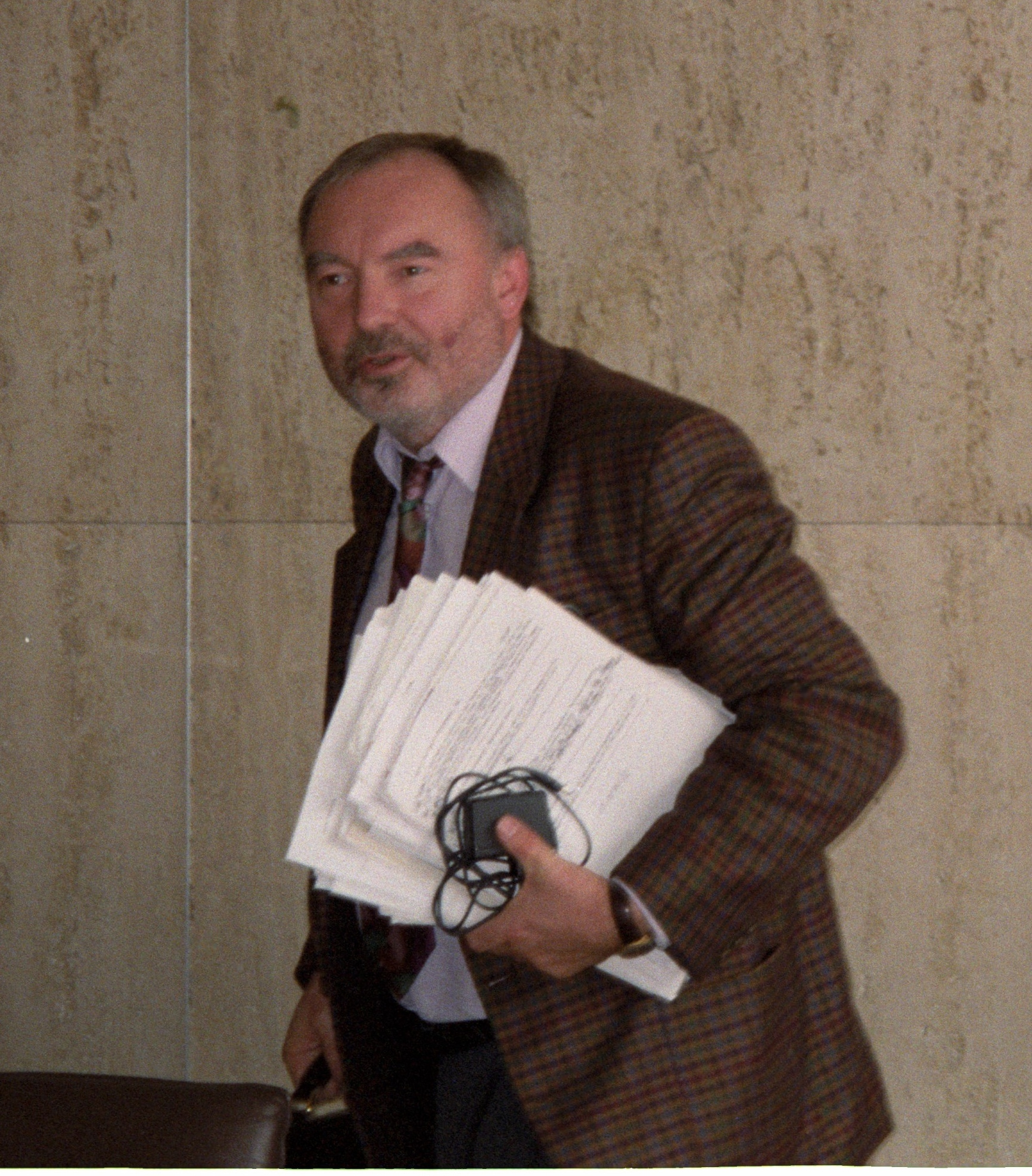
Lutz Freitag

Lutz Freitag (* 16. Oktober 1943 in Mährisch-Ostrau) ist ein deutscher Gewerkschafter, Sozialpolitiker und ehemaliger Abgeordneter der Hamburgischen Bürgerschaft für die SPD.

## Ausbildung und Werdegang
Seine ersten Jahre erlebte Lutz Freitag in Mährisch-Ostrau, weil seine Mutter am dortigen Theater ein Engagement hatte. Die Flucht vor der vorrückenden Sowjetarmee endete bei Verwandten in Dragun in Vorpommern. Dort wuchs er auf einem Bauernhof auf, bis seine Familie nach West-Berlin flüchtete. Er lebte dort in sehr ärmlichen Verhältnissen und wegen der Wohnraumknappheit äußerst beengt. Nach der Grundschule besuchte er die Oberschule Praktischen Zweiges (OPZ). Freitag zog mit 15 Jahren wegen der fehlenden Unterstützung seines Elternhauses zu seiner Großmutter, die seine persönliche und berufliche Entwicklung förderte. Nach Abschluss des Schulbesuchs begann er im Jahr 1959 eine Lehre bei der Bundesanstalt für Arbeit in Berlin. Seit 1. Mai 1959 war er Mitglied der Deutschen Angestellten-Gewerkschaft DAG und aktiv in deren Jugendarbeit. 1962 wurde er dort als Angestellter übernommen und wechselte nach wenigen Monaten als Sekretär in den Landesverband Berlin der Deutschen Angestellten-Gewerkschaft (DAG) heute ver.di.
In den Jahren 1966 bis 1969 folgte auf dem Zweiten Bildungsweg ein Studium an der damaligen Akademie für Wirtschaft und Politik in Hamburg. Anfang 1970 kehrte Lutz Freitag zur DAG zurück und übernahm zunächst die Leitung der zentralen Jugendbildungsstätte in Naumburg.
Ein Jahr später wurde er zum Bundesjugendleiter der DAG gewählt und stieg 1973 zum Leiter des Bildungszentrums Walsrode auf. 1977 wurde er zunächst kommissarischer, dann 1978 gewählter DAG-Verbandsleiter in Hamburg. Ab 1987 war Lutz Freitag Mitglied des Bundesvorstandes der DAG bis zu deren Übergang in die Gewerkschaft Verdi im Jahre 2001. Von 1993 bis 2001 war er Alternierender Vorstandsvorsitzender der Bundesversicherungsanstalt für Angestellte (BfA).
Von 2001 bis 2011 war er Präsident des GdW Bundesverband deutscher Wohnungs- und Immobilienunternehmen und in dieser Funktion Vorsitzender des Kuratoriums des EBZ Europäischen Bildungszentrums der Wohnungs- und Immobilienwirtschaft.
Von 2011 bis 2014 war Freitag Aufsichtsratsvorsitzender der Gewobag-Wohnungsbau-Aktiengesellschaft.
In den Jahren 1982 bis 1991 zog er für die SPD als Abgeordneter in die Hamburgische Bürgerschaft ein und beschäftigte sich dort vor allem mit Wirtschaftsthemen.

## Gremien
Meist im Auftrag der DAG arbeitete Lutz Freitag in einer Reihe von Gremien mit:
- NDR-Verwaltungsrat
- Aufsichtsrat des Deutschen Rings
- Verwaltungsausschuss des Landesarbeitsamtes Schleswig-Holstein-Hamburg
- Vertreterversammlung der Barmer Ersatzkasse
- Aufsichtsrat der Philips GmbH
- Beirat des Hamburgischen Weltwirtschaftsarchivs
- Stiftungsrat des Technologiezentrums Hamburg
- Vorsitzender des Wohnungswirtschaftlichen Beirats der Tele Columbus Gruppe